# Beyond Sanctorum
Beyond Sanctorum – wydany w 1992 r. drugi studyjny album szwedzkiego zespołu Therion.

## Recenzja Wikipedii
Album, w którym muzycy zespołu rozpoczęli swoje muzyczne eksperymenty. Na Beyond Sanctorum usłyszymy death metal z elementami muzyki poważnej, męskie i żeńskie śpiewy, instrumenty klawiszowe, a nawet motywy muzyki perskiej. Utwory nagrano w The Montezuma Studio w 1991 r. Album zadedykowany Erikowi Gustafssonowi (byłemu członkowi zespołu).

## Okładka
- Ilustracja na okładce: Kristian Wåhlin
- Pentagram: Johan Losand
- Kierownictwo artystyczne: Mike Eriksson
- Zdjęcie: Mike Eriksson

## Lista utworów
1. „Future Consciousness” – 5:00
2. „Pandemonic Outbreak” – 4:21
3. „Cthulhu” – 6:12
4. „Symphony of the Dead” – 6:49
5. „Beyond Sanctorum” – 2:36
6. „Enter the Depths of Eternal Darkness” – 4:46
7. „Illusions of Life” – 3:20
8. „The Way” – 11:06
9. „Paths” – 2:03
10. „Tyrants of the Damned” – 3:43

Istnieje również wersja 11-ścieżkowa, gdzie dodatkowym utworem jest „Pandemonic Outbreak (wersja alternatywna)”.

### Reedycja
Album został wydany ponownie w roku 2000 jako część box-setu The Early Chapters of Revelation.
1. „Future Consciousness” – 5:00
2. „Pandemonic Outbreak” – 4:21
3. „Cthulhu” – 6:12
4. „Symphony of the Dead” – 6:49
5. „Beyond Sanctorum” – 2:36
6. „Enter the Depths of Eternal Darkness” – 4:46
7. „Illusions of Life” – 3:20
8. „The Way” – 11:06
9. „Paths” – 2:03
10. „Tyrants of the Damned” – 3:43
11. „Cthulhu” (wersja demo) – 6:10
12. „Future Consciousness” (wersja demo) – 5:07
13. „Symphony of the Dead” (wersja demo) – 6:13
14. „Beyond Sanctorum” (wersja demo) – 2:29

## Twórcy albumu
- Christofer Johnsson – wokal, gitara, gitara basowa
- Peter Hansson – gitara, instrumenty klawiszowe, gitara basowa
- Oskar Forss – perkusja

Gościnnie:
- Magnus Eklov – gitara prowadząca („Symphony of the Dead”, „Beyond Sanctorum”)
- Anna Granqvist – wokal („Symphony of the Dead”, „Paths”)
- Fredriq Lundberg – wokal („Symphony of the Dead”, „Paths”)